# Adandozan
Adandozan war der formell neunte König von Dahomey, dem heutigen Benin, und herrschte von 1797 bis 1818. Heute wird er jedoch nicht zu den zwölf Königen von Dahomey gezählt und sein Name aus der Geschichte von Abomey, der Hauptstadt des Landes getilgt.

## Leben
Er war der älteste Sohn von Agonglo, seinem Vorgänger auf dem Thron, auf den er nach dessen Tod folgte. Die Geschichten über Abandozans Herrschaft schildern ihn als grausam: Ihm wird nachgesagt, er habe zu seiner Erheiterung seine Opfer lebend Hyänen vorgeworfen. Auch wurde er abgebildet, wie er wegen einer Wette einer Schwangeren den Bauch aufschlitzte, da er behauptet hatte, er könne das Geschlecht des Fötus vorhersagen. Außerdem galt er als wenig begabter Krieger und General, der zudem Verrat an der königlichen Familie beging: Er soll Na Agontimé, die Mutter seines Halbbruders Gézo, in die Sklaverei verkauft haben. Gézo selbst, der sich als schwachsinnig verstellt hatte, floh ins Exil nach Kana.
Adandozan wird als wahnsinnig beschrieben. Er lehnte es ab, mit Francisco Félix de Sousa, einem brasilianischen Kaufmann zu verhandeln, obwohl dieser einer der wichtigsten Mittelsmänner des Sklavenmarktes in Ouidah war, nahm ihn gefangen und folterte ihn. Dann versuchte der König, einen seiner eigenen Minister mit dem Sklavenverkauf zu beauftragen.
Adandozans Symbole waren ein Pavian mit angeschwollenem Bauch, vollem Mund, einer Maisähre in der Hand (eine Anspielung auf seinen Feind, den König vom Königreich Oyo), und einem großen Sonnenschirm ('der König überschattet seine Feinde').
Traditionell wird erzählt, dass sein geflohener Bruder Gézo heimlich aus dem Exil zurückkehrte und wiederum de Sousa zur Flucht verhalf. Im Gegenzug half der Brasilianer dann, eine Armee aufzustellen und mit Hilfe der terrorisierten Minister den Thron für Gézo zu erringen. Adandozan wurde nunmehr selbst ins Gefängnis geworfen. Der Wahrheitsgehalt dieser traditionellen Schilderung ist unklar – die Propaganda der folgenden Regierung könnte die Geschichte verfälscht haben und Adandozan als Monster und Verrückten geschildert haben, nicht zuletzt um den Staatsstreich und das neue Regime zu legitimieren. Alle Geschichten stimmen allerdings darin überein, das Adandozan den Handel mit den Europäern profitabler gestalten wollte. Dazu hat er wohl auch die Macht der königlichen Familie durch verschiedene Reformen unterminiert.